# Ankh: Kampf der Götter
Ankh: Kampf der Götter ist ein in Deutschland entwickeltes Point-and-Click-Adventure der Firma Deck13. Es ist nach Ankh und Ankh: Herz des Osiris der dritte Teil einer Reihe humorvoller Adventures, die thematisch im antiken Ägypten angesiedelt sind.

## Handlung
Nachdem Assil in „Herz des Osiris“ das Ankh losgeworden und zudem wieder mit Thara zusammengekommen ist, steht einem gemeinsamen Leben im Eigenheim eigentlich nichts mehr im Weg. Doch nur kurze Zeit später droht neues Ungemach. Zunächst steht das gemeinsame Haus nach einem Meteoriteneinschlag in Flammen. Nachdem Assil und Thara die Flucht aus dem brennenden Haus gelungen ist, stellen sie fest, dass Assil erneut das Ankh trägt, einen Talisman in Form eines Anch. Sie treffen auf zwei alte Bekannte, den Seher Take Tut Cachem und den Feuerschlucker Vulkan, welche für die Rückführung des sprechenden Anhängers verantwortlich sind: Das Erscheinen des Kamel–Sternbildes läutet den Beginn des „Kampfes der Götter“ ein, zu dessen Vorboten auch der Meteoritenschauer gehört. Dabei spielen die ägyptischen Götter die weitere Herrschaft über das Land unter sich aus. Da der böse Seth als Favorit gilt, soll das Ankh (ein in die Figur verbannter Gott) in den Kampf eingreifen und gewinnen. Assil ist als sein Träger gedacht, da das Ankh keine Arme und Beine besitzt.
Unterstützt durch Thara und die drei Israeliten macht sich Assil auf nach Luxor – in diesem Spiel ein antiker Las-Vegas–Verschnitt und Glücksspielparadies. Hier wird ein Portal zum Hotel der Götter vermutet, wo der Kampf stattfinden soll. Assil und dem Ankh gelangen schließlich nach etlichen Querelen und einem Abstecher in das skandinavische Eis in das Hotel. Hier findet Assil während des Spieles nicht nur heraus, dass Seth zu unfairen Mitteln greift, sondern auch, dass dieser eigentlich für die Verbannung eines Gottes in das Ankh verantwortlich ist. Besagte Verbannung geht auf einen Zwischenfall mit Osiris zurück.

## Spielprinzip und Technik
Die Spielwelt von Kampf der Götter ist in 3D gehalten: In Echtzeit berechnete, aus Polygonen zusammengesetzte, dreidimensionale Figuren agieren vor ebenfalls dreidimensionalen, vorgerenderten Kulissen. Das Spiel wird aus der Third-Person-Perspektive gesteuert, das heißt, der Spieler sieht das Spielgeschehen so, als wäre eine Kamera in etwas Entfernung zum Spielcharakter aufgehängt. Die Spielwelt ist in einzelne Szenen aufgeteilt; wechselt der Spieler die Szene, so springt die Kamera zur nächsten Szene und nimmt dort eine neue Position ein. Kampf der Götter ist ein Point-and-Click-Adventure, das heißt, der Spieler kann Assil mit der Maus durch das Anklicken von Ausgängen durch die Örtlichkeiten bewegen und darüber hinaus mit den Maustasten Aktionen einleiten, die den Spielcharakter mit seiner Umwelt interagieren lassen. Assil kann so Gegenstände finden, sie auf die Umgebung oder andere Gegenstände anwenden und mittels Single-Choice-Dialogen mit NPCs kommunizieren. Mit fortschreitendem Handlungsverlauf werden weitere Orte freigeschaltet. Neben Assil kann der Spieler in bestimmten Situationen, konkret im Intro und im Finale, auch Thara steuern.
Als Spiel-Engine wurde PINA2 genutzt, eine auf der Engine OGRE beruhende Eigenentwicklung von Deck13.

## Produktionsnotizen
Kampf der Götter erschien am 19. November 2007. Es wurde wie seine Vorgänger von Deck13 entwickelt und von bhv software unter dem Label XIDER veröffentlicht. Erstmals übernahm bei diesem Titel aber Daedalic Entertainment das Marketing und tritt daher als Co-Publisher auf. Die Entwicklung wurde von Armin Burger geleitet.
Bei der Vertonung griff wie in den vorangegangenen Spielen auf bewährte Synchronsprecher zurück. Wieder spricht Oliver Rohrbeck den Assil, ferner sind erneut Thomas Danneberg und Frank Glaubrecht zu hören. Zusätzlich wirkten diesmal Engelbert von Nordhausen (deutsche Stimme von Samuel L. Jackson) und Hans-Werner Bussinger (u. a. Lee Majors in Ein Colt für alle Fälle) mit. Dafür stieg Ranja Bonalana als Stimme von Thara aus. Ihr Part wurde von Katrin Zimmermann übernommen.

## Rezeption
Ankh: Kampf der Götter erhielt größtenteils positive Bewertungen. Die Rezensionsdatenbank GameRankings aggregiert 4 Rezensionen zu einem Mittelwert von 79 %. Verkaufszahlen sind nicht bekannt.
Das deutschsprachige Fachmagazin Adventure-Treff lobte abwechslungsreiche und detaillierte Grafiken und eine cineastische Kameraführung, kritisierte aber hölzerne und teils nicht kontextbezogene Animationen kleinere technische Ungereimtheiten wie eine fehlerbehaftete Hotspot-Anzeige oder eine unausgereifte Lippensynchronität. In Summe sei Kampf der Götter ein „vielfältiges, frisches, (...) lustiges Comicadventure mit abwechslungsreicher Grafik“.